# 廃深
『廃深』（はいしん）は、qureateが2021年に開発・発売したコンピュータゲーム。メーカー発表におけるゲームジャンルは「サバイバルホラーアクションアドベンチャー」とされている。

## 概要
3人の動画配信者が足を踏み入れた先の廃墟で遭遇した恐怖から逃れ、生還を目指すのが目的のアクションアドベンチャーゲーム。イベント画面以外の移動はサイドビュー形式で行われ、屋内の探索で得られたアイテムやヒントを手掛かりに謎を解く脱出ゲーム的な要素も含まれる。
2023年9月21日に続編『廃深2』が発売された。ゲームの進行に従い、本作終了後の3人のシナリオを鑑賞することができる。

### リリース
2021年4月15日にNintendo Switch版、6月11日にSteam版がいずれもダウンロード専用で発売された。また、同年12月16日にはアークシステムワークスが韓国および台湾・香港・マカオでパッケージ（Switchカード）版を発売している。
リリース当初から多言語に対応しているが、音声は日本語のみ収録。各言語のタイトルは以下の通り。
| 言語   | 言語   | 表題                                  | 字幕 | 音声 |
| ------ | ------ | ------------------------------------- | ---- | ---- |
| 日本語 | 日本語 | 廃深                                  | ○    | ○    |
| 英語   | 英語   | Livestream: Escape from Hotel Izanami | ○    | －   |
| 中国語 | 簡体字 | 探灵直播                              | ○    | －   |
| 中国語 | 繁体字 | 探靈直播                              | ○    | －   |
| 朝鮮語 | 朝鮮語 | 폐심: 심야방송                        | ○    | －   |

なお、日本国外では当作品と続編「廃深2」を1つにまとめたコレクションソフトが英語、中国語、朝鮮語の各パッケージ版にて2025年4月に発売されている。追加・変更された要素はなく、2本のゲームがプレイできるのみとなっている。

## ストーリー
3人組の動画配信チーム「ななちゃんねる」を主宰する桜井奈々は登録者数の伸び悩みに焦りを感じ、幽霊が出ると噂されるかつての高級リゾートホテル「イザナミ」の廃墟へ足を踏み入れることにする。同じチームの生駒美桜と白石梓が尻込みする中、桜井は「心霊現象っぽく見える動画が取れれば十分」と2人を説得して撮影を開始した。
ところが、暗闇の館内で他の2人とはぐれて1人になった生駒の前に突如として正体不明のブタの着ぐるみが出現し、血まみれの鉈を手に襲い掛かる。3人は廃墟ホテルの謎を解き明かし、無事に生還を果たすことが出来るのだろうか？

## 登場人物
生駒 美桜（いこま みお）
声 - 山崎はるか
主人公。引っ込み思案なところがあり、心配した桜井と白石に誘われて「ななちゃんねる」の動画配信をアシスタントとして手伝うようになったがカメラに映るのは恥ずかしいので裏方に徹したいと考えていた。桜井が提案したイザナミの探索には気乗りがしなかったが、他のメンバーからはぐれてブタの着ぐるみから襲撃を受けた後は勇気を振り絞って3人での生還を決意する。
桜井 奈々（さくらい なな）
声 - 西明日香
動画配信チーム「ななちゃんねる」主宰者。再生数の伸び悩みから焦りを感じ、法令違反を覚悟でとにかくバズることを目標に配信企画を立てては生駒と白石から止められているが、イザナミ館内での撮影は2人を強引に説き伏せて了承させた。
白石 梓（しらいし あずさ）
声 - 松田颯水
桜井の旧友で腐れ縁から撮影を手伝っていたが、成り行きで配信に出演したところ同性受けが良くそのままレギュラーとなった。桜井が提案したイザナミ館内の探索には生駒より強く反対していたが、その理由は明かしていない。
謎の着ぐるみ
イザナミ館内で他の2人からはぐれた生駒の前に現れた正体不明のブタの着ぐるみ。神出鬼没で、血まみれの鉈を持ち3人に襲い掛かる。
オーナー
15年前に死亡している。35歳。
オーナーの手記から、遊園地の閉館と子供の幽霊の出現で苦悩していることがわかる。
オーナーの娘
15年前に死亡している。7歳。
父親の仕事が忙しく、平日は学童に行っており、休日にホテルで遊ばせてもらっている。

## 場所
ホテル イザナミ
本作の舞台となるレジャーホテルだった廃墟。
過去にオーナーとその一人娘が死亡し閉鎖され、取り壊しになるところだったが、関係者に不幸が続き、現在もまだそのままの状態になっている。
ファンタジーランド
「ホテル イザナミ」の近くにある遊園地。
ブタの着ぐるみはこの遊園地のマスコットキャラクターである。
遊園地の閉館に伴い、ブタの着ぐるみがホテルに寄贈された。

## メニュー
メモ
新聞記事やオーナーの手記など、脱出のヒントや事件の手がかりがわかる。
ホテル内の色々な場所から入手でき、いつでも閲覧できる。
アイテム
鍵やクランクハンドルなどがあり、これらを駆使して脱出していくことになる。
ホテル内の色々な場所から入手でき、発生する各イベントで使用することができる。
キーアイテムを持っていない状態で特定のイベントが発生すると、手詰まりでゲームオーバーになる場合もあるため、注意が必要である。
マップ
ホテルの見取り図をスマホで撮影することで、各階のマップをいつでも閲覧できる。

## ゲームプレイ
着ぐるみの追跡について
着ぐるみはイザナミ内の一定のルートを周回している。着ぐるみがプレイヤーの近くに来ると、その前触れとしてスマートフォンのライトが点滅し、着ぐるみが鉈を床に引きずる音が聞こえてくる。この状態で遠くに離れることができなかった場合、着ぐるみに追跡される状態となる。着ぐるみが鉈を振り下ろした際に近距離にいるとゲームオーバーになる。
一部のイベントを除き、着ぐるみに反撃する手段はなく、着ぐるみから逃げるだけでは追跡を振り切れない。そのため、各部屋のトイレや通路の柱の陰に身を潜める必要がある。着ぐるみは部屋どころか階の移動ですら的確に判断し追跡してくるが、至近距離であっても身を潜めることができれば居場所を見抜かれることはない。しばらく身を潜め、着ぐるみがプレイヤーを見失うと追跡状態が解除される。
なお、スマートフォンのライトを消して移動をしている場合に、前触れなく突然着ぐるみが進路に現れ追跡状態になる場合がある。

## コミカライズ
廃深
作者はいづみみなみ。一二三書房が運営するウェブコミック配信サイトのコミックノヴァおよびニコニコ静画にて全６話が連載された。その後、紙媒体のコミック版及び電子書籍版が各サイトにて販売されている。おおよそゲームのあらすじ（トゥルーエンディング）をなぞる内容である。
- 2023年2月20日発売 ISBN 978-4-89199-879-0

廃深零
作者は剛田ナギ、コスモブルーの編集で、ニコニコ静画他のウェブコミック配信サイトにて連載。ゲーム本編の１年前を描写した前日譚に当たり、3人に加えて桜井の動画配信メンバーとして夏帆（かほ）が登場する。夏帆はゲーム中の「友人の帽子」と類似した帽子をかぶっており、マントを羽織っている。ゲームでは生駒や白石は「桜井の友人」には面識がないと思われる描写があるが、当作品では同じ動画配信メンバーという設定となっている。